# Tektitek
El tektitek (també conegut com a teco o B'a'aj) és una llengua maia que forma part de la branca de llengües mams. És parlat per la població maia dels tektiteks dels municipis de Tectitán, i Cuilco al departament de Huehuetenango, Guatemala i als municipis d'Amatenango de la Frontera i Mazapa de Madero a Chiapas, Mèxic.

## Alfabet
L'alfabet del tektitek té 32 grafemes, 27 consonants i 5 vocals.

## Fonologia
|            |               |            | Bilabial | Alveolar      | Postalveolar  | Retroflexa    | Palatal | Velar   | Velar    | Uvular | Glotal |
| Normal     | Palatalitzada |            | Bilabial | Alveolar      | Postalveolar  | Retroflexa    | Palatal |         |          | Uvular | Glotal |
| ---------- | ------------- | ---------- | -------- | ------------- | ------------- | ------------- | ------- | ------- | -------- | ------ | ------ |
| Oclusiva   | Normal        | Normal     | p /p̪ʰ/   | t /tʰ/        |               |               |         | k /kʰ/  | ky /kʰʲ/ | q /qʰ/ | ' /ʲʔ/ |
| Oclusiva   | Ejectiva      | Ejectiva   |          | t' /tʼ/       |               |               |         | k' /kʼ/ | ky'/kʼʲ/ |        |        |
| Oclusiva   | Implosiva     | Implosiva  | b' /ɓ/   |               |               |               |         |         |          | q' /ʛ/ |        |
| Nasal      | Nasal         | Nasal      | m /m/    | n /n/         |               |               |         | nh /ŋ/  |          |        |        |
| Fricativa  | Fricativa     | Fricativa  | w /v/    | s /s/         | xh /ɕ/        | x /ʂ/         |         |         |          | j /χ/  |        |
| Africada   | Normal        | Normal     |          | tz /t͡sʰ/      | ch /t͡ɕʰ/      | tx /ʈ͡ʂʰ/      |         |         |          |        |        |
| Africada   | Ejectiva      | Ejectiva   |          | tz' /t͡sʼ~dzʼ/ | ch' /t͡ɕʼ~dʑʼ/ | tx' /ʈ͡ʂʼ~ɖʐʼ/ |         |         |          |        |        |
| Bategant   | Bategant      | Bategant   |          | r /ɾ/         |               |               |         |         |          |        |        |
| Aproximant | Aproximant    | Aproximant | w /ʋ/    | l /l~ɺ/       |               |               | y /j/   |         |          |        |        |